# Szczawno (Wałbrzych)
Szczawno – część miasta Wałbrzycha, położona w jego północno-wschodniej części, w rejonie ulicy Wyszyńskiego, przy granicy ze Szczawnem-Zdrojem. Od zachodu graniczy z Piaskową Górą.
W latach 1945–1970 obszar ten (tworzący wraz z sąsiednią Piaskową Górą jednolite skupisko osadnicze) wchodził w skład miasta Szczawno-Zdrój w powiecie wałbrzyskim. 1 stycznia 1951 Piaskową Górą ołączono od Szczawna-Zdroju, włączając do Wałbrzycha, co było konieczne by Wałbrzych otrzymał bezpośrednie połączenie drogowe ze Szczawienkiem, które jednocześnie włączono do miasta. Część wschodnia (119 ha) pozostała w granicach Szczawna-Zdroju aż do 10 kwietnia 1970, kiedy i ona została włączona do Wałbrzycha.